# Cienegas Terrace
Cienegas Terrace és una concentració de població designada pel cens dels Estats Units a l'estat de Texas. Segons el cens del 2000 tenia 2.878 habitants.

## Demografia
Segons el cens del 2000, Cienegas Terrace tenia 2.878 habitants, 699 habitatges, i 652 famílies. La densitat de població era de 347,3 habitants per km².
Dels 699 habitatges en un 64,5% hi vivien nens de menys de 18 anys, en un 79,4% hi vivien parelles casades, en un 11,2% dones solteres, i en un 6,6% no eren unitats familiars. En el 6% dels habitatges hi vivien persones soles el 2,4% de les quals corresponia a persones de 65 anys o més que vivien soles. El nombre mitjà de persones vivint en cada habitatge era de 4,12 i el nombre mitjà de persones que vivien en cada família era de 4,28.
Per edats la població es repartia de la següent manera: un 41,8% tenia menys de 18 anys, un 9,8% entre 18 i 24, un 27,5% entre 25 i 44, un 15,8% de 45 a 60 i un 5,1% 65 anys o més.
L'edat mediana era de 24 anys. Per cada 100 dones de 18 o més anys hi havia 93,1 homes.
La renda mediana per habitatge era de 20.719 $ i la renda mediana per família de 22.328 $. Els homes tenien una renda mediana de 17.434 $ mentre que les dones 18.409 $. La renda per capita de la població era de 6.936 $. Aproximadament el 42,8% de les famílies i el 43,8% de la població estaven per davall del llindar de pobresa.

## Poblacions més properes
El següent diagrama mostra les poblacions més properes.